# Dyhernfurther Privilegirte Zeitung
Die Dyhernfurther Privilegirte Zeitung war eine jüdische Wochenzeitung, die 1771 und 1772 in Dyhernfurth im Fürstentum Breslau gedruckt wurde. Sie war die erste jüdische Zeitung in einem deutschen Territorium.

## Geschichte
Die Dyhernfurther Privilegirte Zeitung wurde seit Dezember 1771 in der jüdischen Buchdruckerei in Dyhernfurth herausgegeben. Sie erschien wöchentlich in deutscher Sprache in hebräischer Schrift. Die Zeitung enthielt Nachrichten über jüdisches Leben in der Umgebung und Neuigkeiten aus aller Welt, dazu Wirtschaftsnachrichten und Weiteres.
Ihr Erscheinen wurde im Laufe des folgenden Jahres wieder eingestellt. 
Es sind keine erhaltenen Exemplare bekannt.